# مالایای بریتانیا

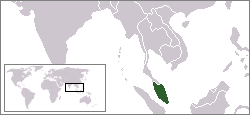
مالایای بریتانیا بین سال‌های ۱۹۰۹ و ۱۹۴۶.

مالایای بریتانیا به مجموعه‌ای از ایالات در شبه جزیره مالایا و جزیره سنگاپور که بین قرن‌های هجدهم تا بیستم تحت کنترل بریتانیا بود، گفته می‌شود.